# Scott McGrory
Scott Anthony McGrory (ur. 22 grudnia 1969 w Walwie) – australijski kolarz torowy i szosowy. Dwukrotny medalista olimpijski.
W igrzyskach brał udział dwukrotnie, jego starty dzieliło 12 lat. W Seulu w 1988 był członkiem brązowej drużyny w wyścigu na dochodzenie. Wielki sukces odniósł podczas IO w ojczyźnie – wspólnie z Brettem Aitkenem triumfował w madisonie. W połowie lat 90. przeszedł na zawodowstwo, brał udział w wyścigach szosowych.

## Starty olimpijskie (medale)
Seul 1988
- 4 km na dochodzenie (drużyna) –  brąz

Sydney 2000
- madison –  złoto